# Илија Завишић
Илија Завишић (Доњи Милановац, 10. јануар 1952) бивши је српски и југословенски фудбалски играч и тренер.

## Играчка каријера
Каријеру фудбалера започео је у неготинском српсколигашу Хајдук Вељку (1968-1971). Првотимац ФК Партизан био је девет година (1971-1980).
Играо је на позицији десног крила. Припадао је генерацији ФК Партизан која је два пута освајала шампионат Југославије (1976. и 1978), односно једини европски трофеј - Средњоевропски куп (1978).
Играо је и у Бундес лиги. Четири године је играо за Ајнтрахт из Брауншвајга (1980-1984). Каријеру је завршио у ФК Рад из Београда (1984-85).
Играо је за омладинску и младу репрезентацију Југославије. У „А“ репрезентацији играо је на 12 мечева. Дебитовао је 24. фебруара 1976. на пријатељској утакмици са Алжиром (1:2), а од репрезентације се опростио 18. маја 1978. године у Риму против Италије (0:0).

## Тренерска каријера
Завршио је Вишу тренерску школу, а радио је као тренер у омладинској екипи Рада, а од 1993. године је у Стручном штабу ФК Партизан.